# Веселов, Вячеслав Владимирович
Вячеслав Владимирович Веселов (22 ноября 1937, Сараса, Алтайский край — 23 февраля 2003, Курган) — русский советский писатель, журналист, театральный критик, художественный критик.

## Биография
Вячеслав Владимирович Веселов родился 22 ноября 1937 года в селе Сараса Сарасинского сельсовета Алтайского района Алтайского края, ныне село — административный центр Пролетарского сельсовета того же района и края. Отец работал зоотехником в совхозе, мать учительствовала.
Детство и юность провёл в городе Кургане. В 1955 году окончил среднюю школу № 12 города Кургана. К этому же времени относятся его первые публикации — газетные рецензии на фильмы и художественные выставки. После школы до призыва в армию работал токарем-карусельщиком на Курганском машиностроительном заводе.
С 1956 по 1959 год служил в Военно-воздушных силах СССР, летал стрелком-радистом. Облетел всю Арктику — от Мурманска до Ванкарема (Чукотка), несколько раз садился на Северном полюсе. Учился в Челябинском высшем военном авиационном краснознамённом училище штурманов.
После увольнения в запас поступил на филологический факультет Ленинградского  ордена Ленина государственного университета имени А.А. Жданова, который окончил в 1964 году. Его университетские друзья Сергей Довлатов и Иосиф Бродский со временем приобрели мировую известность.
С 1964 года профессионально занимался журналистикой, работал в редакции газеты «Рыбак Севера» (Архангельск), плавал в Атлантике.
После возвращения в Курган работал в редакциях газет «Советское Зауралье» и «Молодой ленинец». Два года заведовал литературной частью Курганского областного театра драмы.
С 1967 года член Союза журналистов СССР, после распада СЖ СССР — член Союза журналистов России.
Как писатель дебютировал в 1971 году рассказом «Люди и самолёты ночью», опубликованном в журнале «Урал».
7 лет работал редактором Курганского отделения Южно-Уральского книжного издательства.
С 14 февраля 1985 года член Союза писателей СССР, после распада СП СССР — член Союза писателей России, состоял на учёте в Курганской областной писательской организации.
Был руководителем литературного объединения «Юность».
С 1990-х годов работал обозревателем в газете «Курган и курганцы».
В политических партиях никогда не состоял.
Вячеслав Владимирович Веселов умер 23 февраля 2003 года. Похоронен на Зайковском кладбище города Кургана Курганской области, участок 110.

## Творчество
Как прозаик дебютировал в 1971 году. Публиковался в журналах «Урал» и «Уральский следопыт».
Авиация и Север были самыми яркими впечатлениями юности, они же стали темами первых книг.
Литературные герои его рассказов, очерков, повестей, новелл — матросы, рыбаки, геологи, молодые ученые, школьники, студенты, военные летчики.
Книги:
- Веселов В.В. Чья-то судьба / Ил. Г.В. Филатов. — Челябинск: Юж.-Уральск. кн. изд-во, 1974. — 150 с. — 15 000 экз.[8]
- Веселов В.В. Футбол на снегу / Худож. Г.В. Филатов. — Челябинск: Юж.-Уральск. кн. изд-во, 1977. — 174 с. — 15 000 экз.[9]
- Веселов В.В. Угол опережения Докум. повесть [о машинисте И.П. Блинове]. — Челябинск: Юж.-Урал. кн. изд-во, 1978. — 95 с. — 15 000 экз.[10]
- Веселов В.В. Путешествие / Худож. А. Катин. — М.: Мол. гвардия, 1979. — 286 с. — 100 000 экз.[11]
- Веселов В.В. Записки отличника. — Челябинск: Юж.-Урал. кн. изд-во, 1983. — 231 с. — 15 000 экз.[12]
- Веселов В.В. Дом и дорога. — Челябинск: Юж.-Урал. кн. изд-во, 1986. — 366 с. — 15 000 экз.[13]
- Веселов В.В. В начале жизни школу помню я [О 12-й гор. ср. шк.]. — Курган: Периодика, 1993. — 30 с. — 1500 экз.[14]
- Военные приключения : [сборник] / Веселов, В. Одинок и безоружен. — Курган: Периодика, 1994. — 428 с. — 5000 экз. — ISBN 5-8282-0069-0.
- Веселов В.В. Быстротекущая жизнь. — Куртамыш: Куртамышская типография, 2007. — 265 с. — 600 экз. — ISBN 978-5-98271-091-8.

## Награды и звания, премии
- Премия журнала «Уральский следопыт» за лучшую публикацию года, 1976 год
- Премия «Комсомол Зауралья» за книгу «Дом и дорога», 26 января 1987 года
- Почётные грамоты

## Память
- Мемориальная доска, открыта 22 ноября 2013 года на доме, где жил жил писатель с начала 1950-х до середины 1980-х годов, город Курган, ул. Максима Горького, 75; автор оформления доски — художник Герман Алексеевич Травников[15][16] — 55,43639° с. ш. 65,344500° в. д.HGЯO
- Вечера памяти: 22 ноября 2017 года в библиотеке им. В.В. Маяковского, г. Курган[17][18]; 22 ноября 2022 года в библиотеке им. А. К. Югова, г. Курган[19][20][21][22].

## Семья
Жена Елена Анатольевна Веселова (3 марта 1964 — 25 февраля 2011). Сын Игорь (род. 1987).